# جزر باونتي

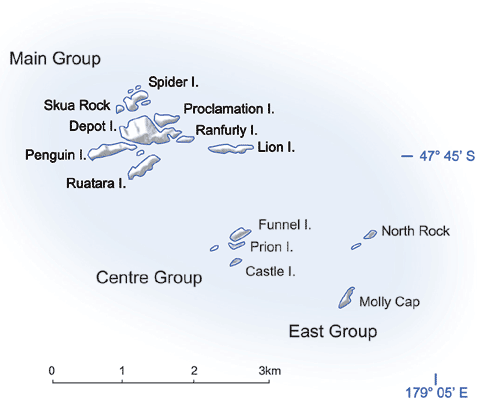
خريطة جزر باونتي

جزر باونتي هي مجموعة من 13 جزيرة صغيرة والعديد من الصخور في جنوب المحيط الهادئ، والتي تشكل جزءًا إقليميًا من نيوزيلندا.
بمساحة إجمالية 135 هكتار، تقع جزر باونتي في المحيط الهادئ وتقع جنوب شرق ساحل نيوزيلندا. تقع بين 179 ° 02 'و 179 ° 07' شرقا و47 ° 40 'و 47 ° 45' جنوبا، 650 كم جنوب شرق الجزيرة الجنوبية لنيوزيلندا، عند 530 كم جنوب غرب جزر تشاتام، و215 كيلومتر (134 ميل) شمال جزر المتناظرة. هذه المجموعة جزء من مواقع التراث العالمي وتقع الجزر في نصف الكرة المائي
تعد الجزر جزءًا مباشرًا من أراضي نيوزيلندا، ولكنها، على وجه الخصوص، لا تشكل جزءًا من أي أقاليم نيوزيلندا، ولكنها على العكس من ذلك مؤهلة باعتبارها منطقة خارج السلطة الإقليمية، مثل جميع الجزر الأخرى خارج باستثناء جزر سولاندر.
وهي مقسمة إلى مجموعة غربية ومجموعة شرقية ولكن هذه الجزر صغيرة، وتبلغ مساحتها الإجمالية 1,3 كم2 فقط. يمتد الأرخبيل بأكمله، على طول محوره الأطول، لمسافة 5 كم وترتفع أعلى نقطة فيه إلى 90 مترًا فوق مستوى سطح البحر.

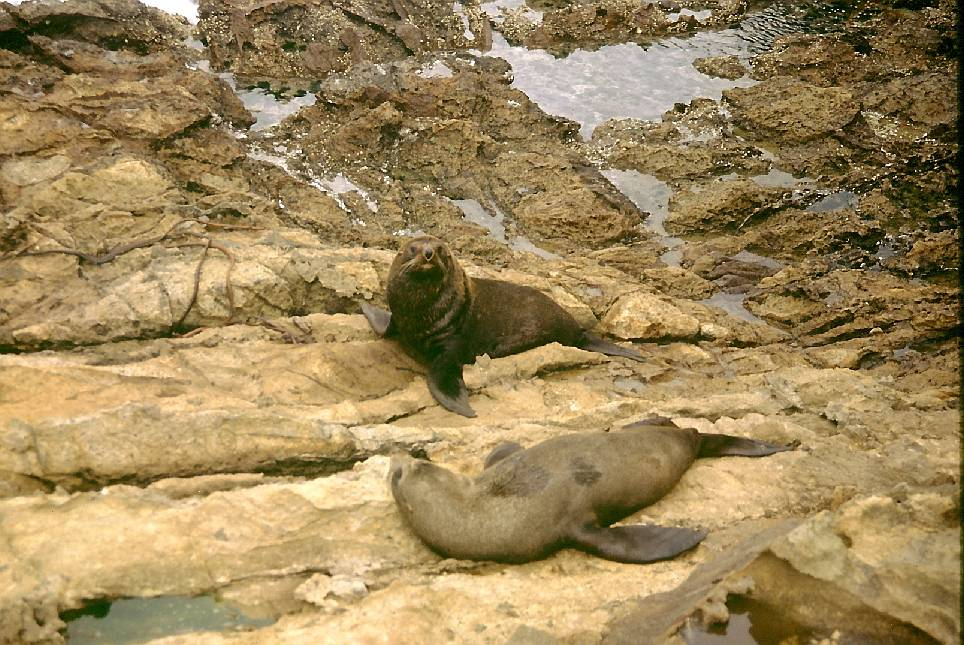
نيوزيلندا الفراء الأختام

## تعداد السكان
هذه الجزر غير مأهولة بالبشر. ومع ذلك، فهي مأهولة على نطاق واسع بطيور البطريق وطيور القطرس. في قرن التاسع عشر ، كانت الجزر موقعًا شهيرًا لصيد الفقمة.

## الأسماء الجغرافية

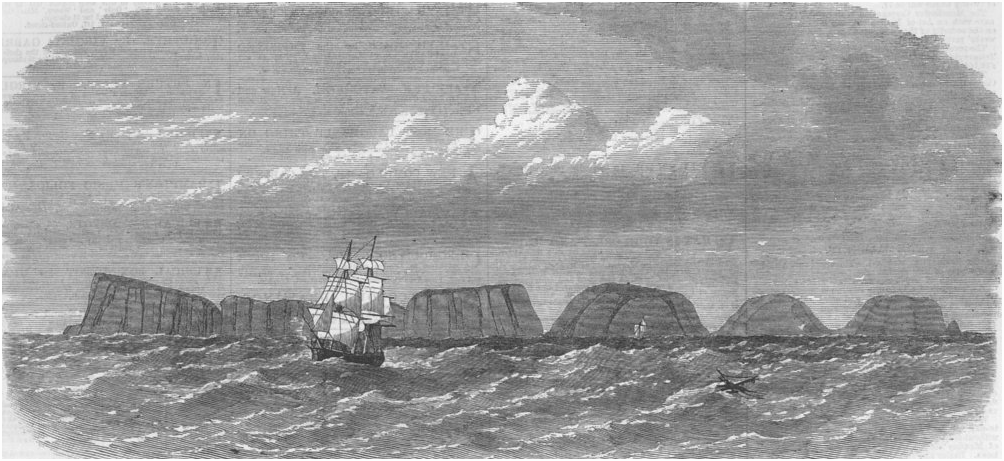

اكتشفهم الكابتن ويليام بليغ في عام 1788 وأعطاهم اسم سفينته سفينة باونتي، قبل أشهر قليلة من التمرد الشهير الذي حدث في جزر بيتكيرن.

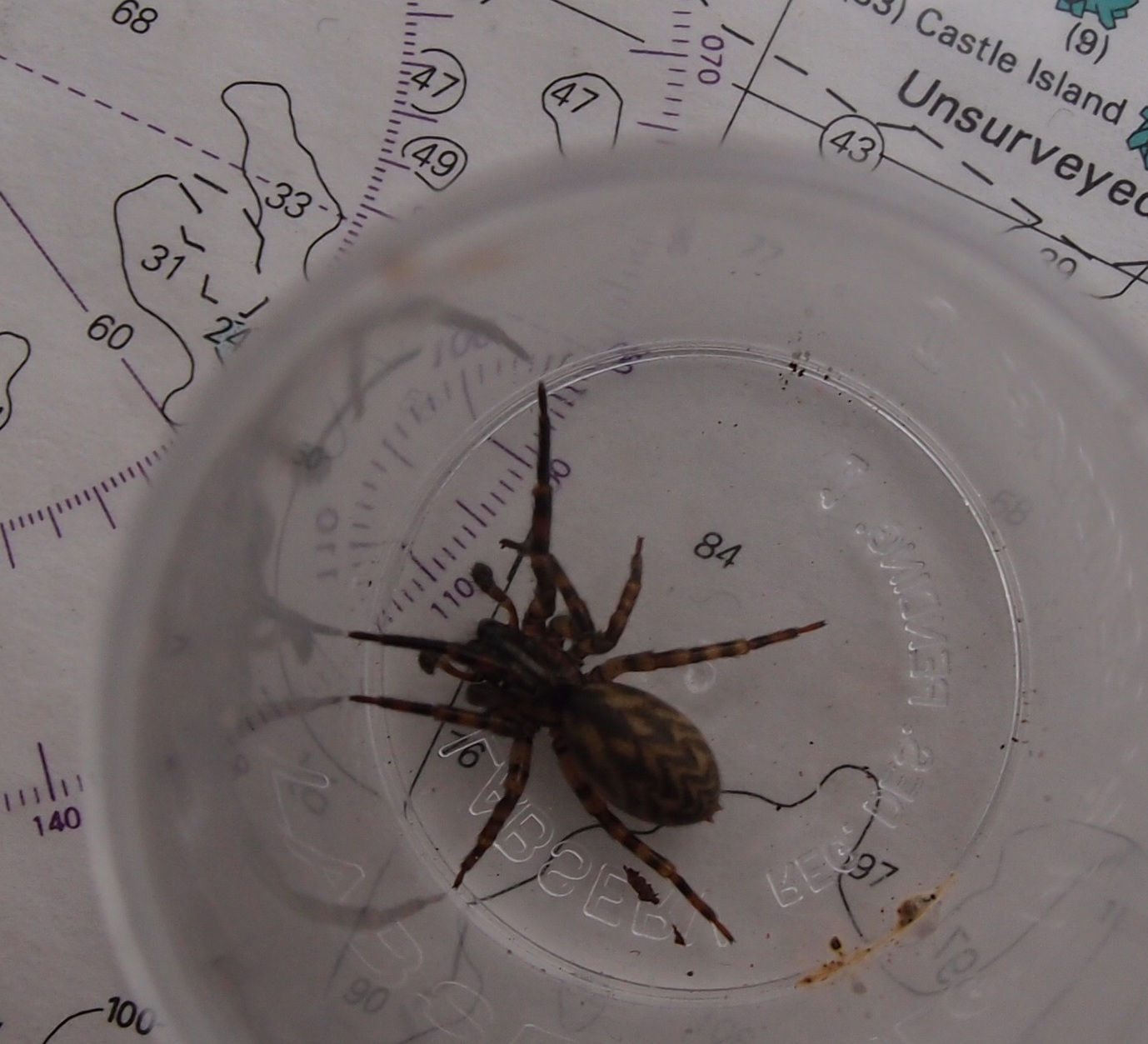
عنكبوت جزيرباونتي (ربما يكون ذكرًا بالغًا)